# بطولة أوروبا لكرة الماء 1999
بطولة أوروبا لكرة الماء 1999 كان الموسم الـ 24 من بطولة أوروبا لكرة الماء، وجرت المنافسات في فلورنسا إيطاليا، ونظمت من قبل الاتحاد الأوروبي للسباحة.

## النتائج
| م       | المنتخب             |
| ------- | ------------------- |
| ذهبية   | المجر               |
| فضية    | كرواتيا             |
| برونزية | إيطاليا             |
| 4       | اليونان             |
| 5       | روسيا               |
| 6       | إسبانيا             |
| 7       | صربيا والجبل الأسود |
| 8       | ألمانيا الغربية     |
| 9       | رومانيا             |
| 10      | سلوفاكيا            |